# 巴尼-迪卢卡
巴尼-迪卢卡（義大利語：Bagni di Lucca），是意大利托斯卡纳大区卢卡省的一个市镇。总面积164.65平方公里，人口6558人，人口密度39.8人/平方公里（2009年）。ISTAT代码为046002。